# Camellia huana
Camellia huana là một loài thực vật có hoa trong họ Theaceae. Loài này được T.L.Ming & W.J.Zhang mô tả khoa học đầu tiên năm 1993.